# St George’s Cathedral (Kapstadt)
Die St.-Georgs-Kathedrale (englisch: St George’s Cathedral, The Cathedral Church of St George the Martyr) ist ein anglikanisches Kirchengebäude im Stadtzentrum von Kapstadt, Südafrika. Sie ist Kathedrale und Sitz des Erzbischofs der Anglikanischen Diözese Kapstadt.
Die Kathedrale wurde nach Plänen des Architekten Sir Herbert Baker erbaut. Die Grundsteinlegung war im Jahre 1901. Fertiggestellt wurde das Gebäude erst 1936. Beim Bau wurde Sandstein des Tafelberges verwendet.
Die sterblichen Überreste des Ende 2021 verstorbenen emeritierten Erzbischofs Desmond Tutu sind vor dem Altar beigesetzt.

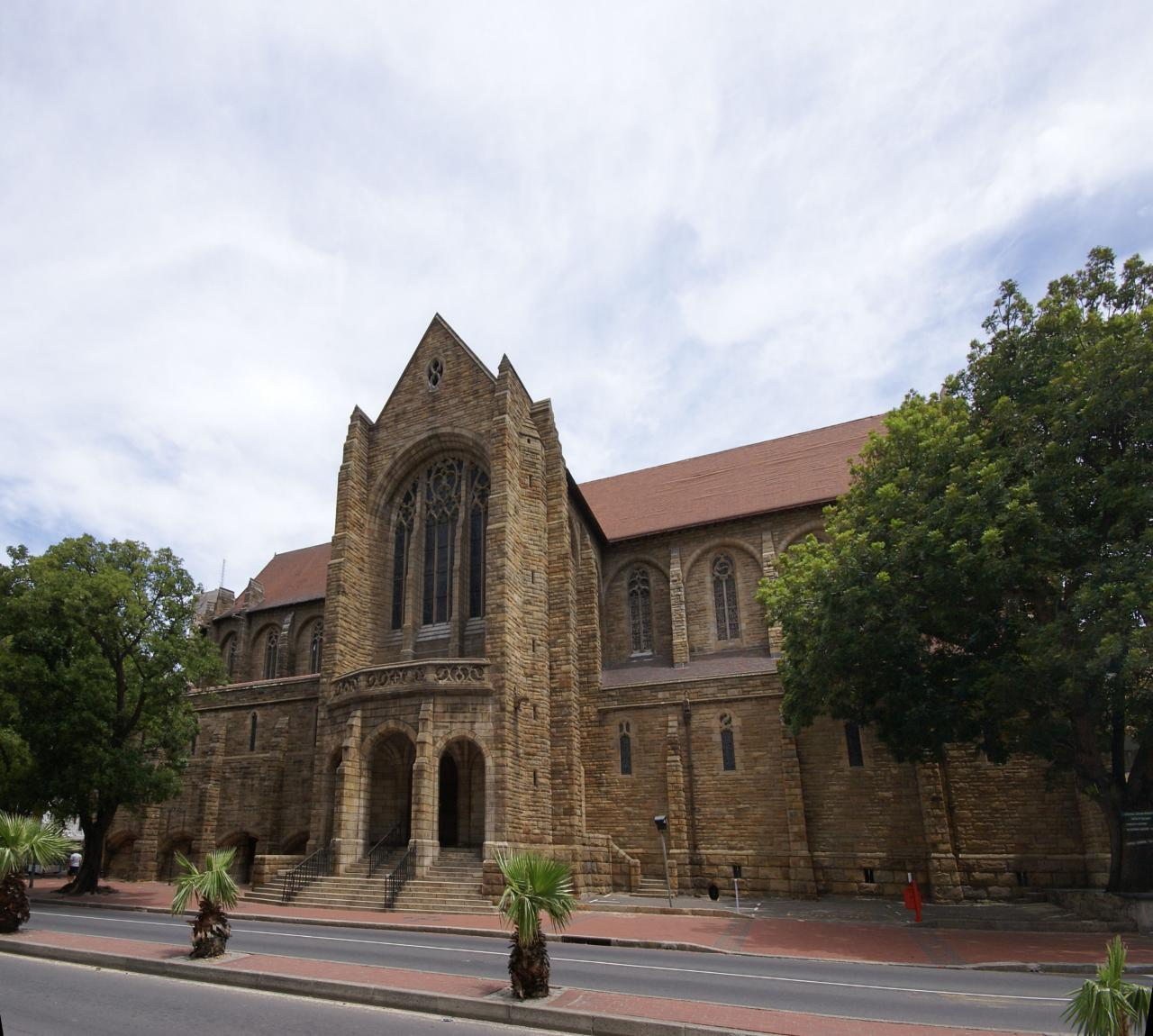
Seitenansicht
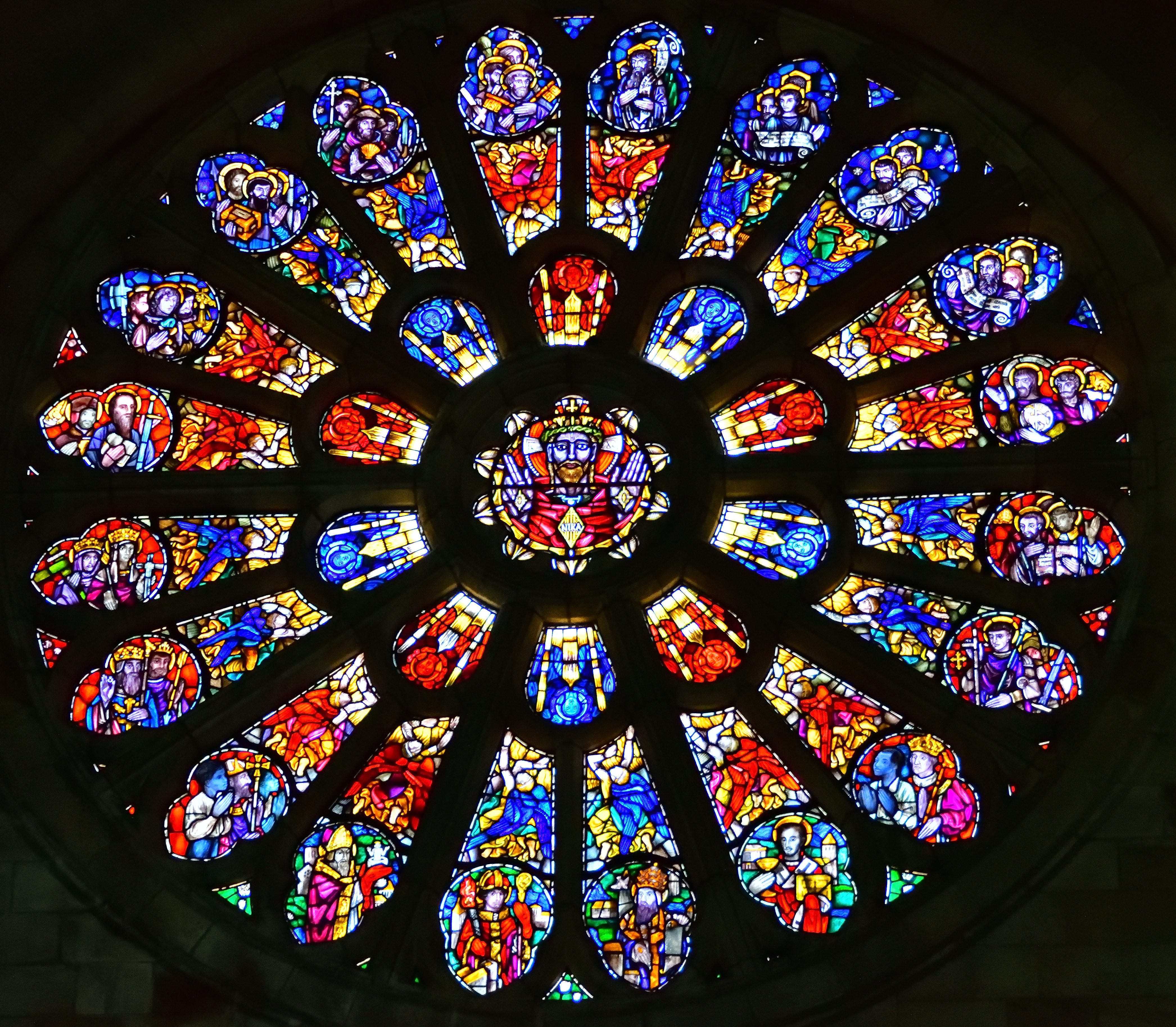
Kirchenfenster St Georges Cathedral
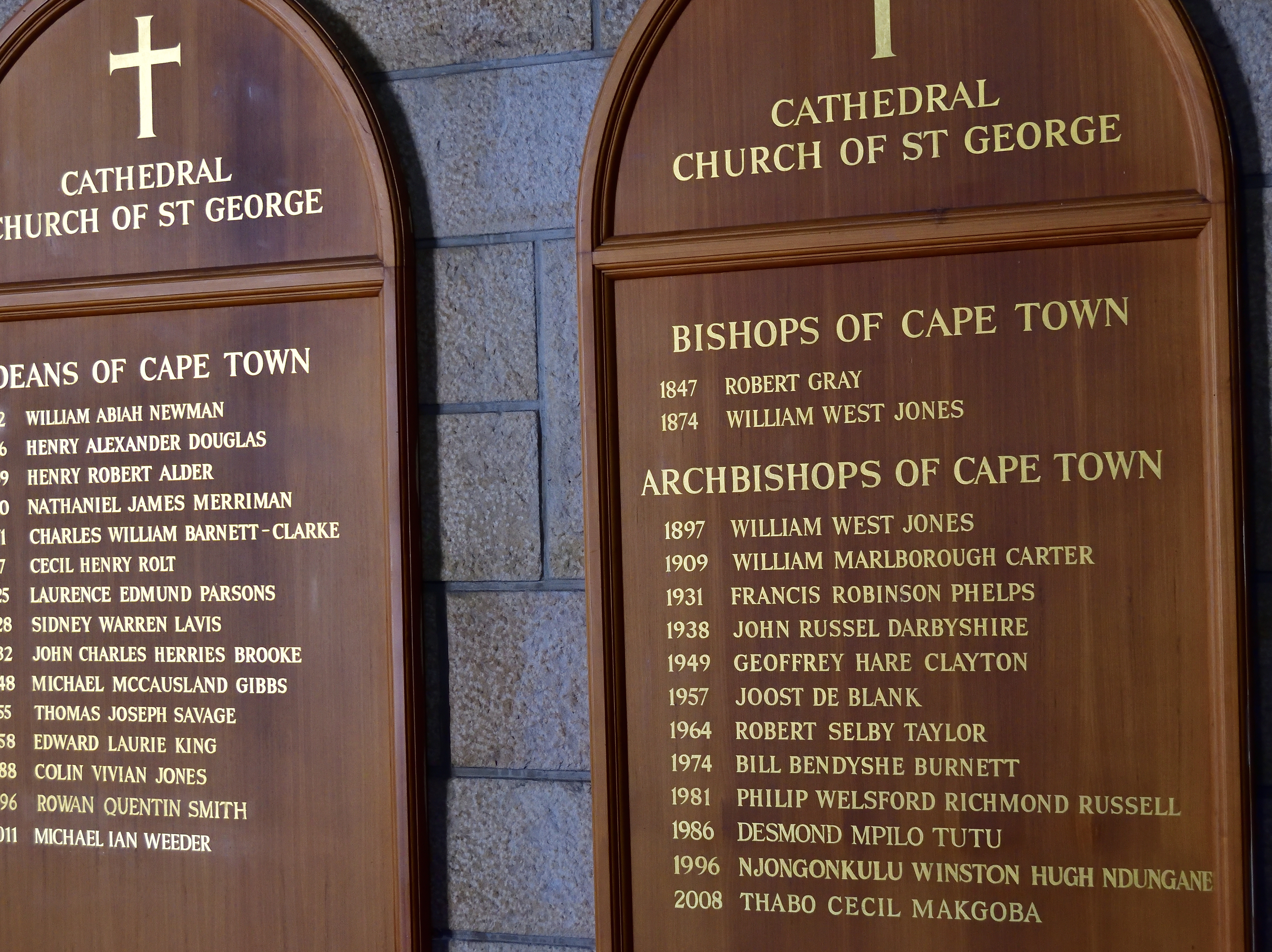
Tafel: Bishops of Cape Town